# DeWitt Clinton
Pour les articles homonymes, voir Clinton.
DeWitt Clinton, né le 2 mars 1769 à Little Britain (New York) et mort le 11 février 1828 à Albany (New York), est un homme politique américain, maire de New York et gouverneur de l'État éponyme au début du XIXe siècle.

## Biographie
Né dans la région de Little Britain, dans l'État de New York, il est le second fils de James Clinton (1733-1812) major general pendant la guerre d'independance et de Mary DeWitt (1737-1795). Il est le neveu de George Clinton, premier gouverneur de New York et vice-président des États-Unis et le cousin germain de Simeon De Witt, géographe et chef-arpenteur de l'armée continentale pendant la guerre d'indépendance puis de l'État de New York pendant cinquante ans. Il est aussi le demi-frère de James G. Clinton (1804-1849).
Clinton suit les cours de ce qui est devenu l'université Columbia. Il commence sa carrière comme secrétaire de son oncle, George Clinton, alors gouverneur de New York. Peu après il devient membre du parti Anti-Fédéraliste, député entre 1797 et 1802. Puis il entre aux Sénat des États-Unis. Mécontent des conditions de vie de la ville de Washington DC, nouvellement construite, il quitte son fauteuil de sénateur en 1803 pour devenir maire de New York. Il conserve cette charge durant 3 mandats successifs, 1803-1807, 1808-1810 et 1811-1815.
En 1811, battant le Fédéraliste Nicholas Fish et le candidat du Tammany Hall Marinus Willett, il gagne une élection spéciale pour le poste de lieutenant-gouverneur de New York - à la suite du décès du lieutenant-gouverneur Broome - et sert alors sous le gouverneur Daniel D. Tompkins jusqu'à la fin de son mandat en juin 1813.
En 1812 Clinton est candidat à l'élection présidentielle sous la houlette des Fédéralistes et des Démocrates Républicains qui étaient contre la guerre avec la Grande-Bretagne. Il est battu par le président sortant James Madison (89 grands électeurs contre 128). 
Après la démission du gouverneur Tompkins, qui vient d'être élu vice-président des États-Unis, il gagne l'élection gouvernatoriale contre Peter Buell Porter - Clinton obtint 43 310 voix, Porter seulement 1479. Le 1er juillet 1817, Clinton devint gouverneur de New York. Il est réélu en 1818, battant le vice-président Tompkins - DeWitt Clinton 47 447 voix, Tompkins 45 900 voix - et resta en poste jusqu'à décembre 1822.
A l'actif de Clinton, on peut citer l'amélioration du système éducatif public de New York, la promotion de la navigation à vapeur, des modifications dans les lois concernant la criminalité et le traitement des débiteurs. Il soutient également le projet du Canal Érié en convainquant les parlementaires de l'État d'accorder 7 millions de dollars pour sa construction. Lors de son inauguration, en 1825, Clinton parcourt tout le canal, de Buffalo jusqu'à la ville de New York. Il vide alors symboliquement deux tonneaux d'eau du lac Érié dans l'océan Atlantique, dans un cérémonial du « mariage des eaux », pour célébrer la première connexion aquatique entre la côte atlantique et les Grands Lacs.
Sans émettre d'actions, le projet draine l'essentiel des sept millions de dollars d'obligations américaines sur les canaux émises entre 1817 et 1826, surtout auprès d'investisseurs locaux. Les étrangers apprécient les emprunts de l'État de New York, qui finance le canal Érié par une décision imposée en 1811 par DeWitt Clinton. 
Cette action pour le bien public et le développement des États-Unis fut cependant remise en question quand, une douzaine d'années plus tard, le canal fut de moins en moins utilisé avec l'avènement du transport ferroviaire. 
Marié deux fois, il eut dix enfants de sa première épouse.
Clinton mourut à l'âge de 59 ans. Il fut enterré au cimetière de Green-Wood dans l'arrondissement de Brooklyn à New York.

## Nommés en son honneur
- Le fort Clinton, à la pointe de Manhattan,
- la locomotive DeWitt Clinton (en), la première locomotive à vapeur à fonctionner dans l'État de New York.
- De nombreuses localités ou comtés des États-Unis :
- Clinton (Indiana)
- Clinton (Arkansas)
- Clinton (Missouri)
- Clinton (Mississippi)
- Clinton (Massachusetts)
- DeWitt (Iowa)
- Clinton (Iowa) situé dans le comté de Clinton
- DeWitt (Michigan) situé dans le comté de Clinton
- Clinton (Illinois) situé dans le comté de DeWitt.
- Comté de Clinton (Illinois) (Les deux comtés de l'Illinois sont le seul exemple aux États-Unis où deux comtés d'un même État sont nommés d'après la même personne).
- Le minéral silicate de calcium, la clintonite, découvert à Amity dans le comté d'Orange de New York en 1843.

Le portrait de DeWitt Clinton apparait sur le billet de banque de 1 000 dollars émis en 1880.

## Source
- (en) Cet article est partiellement ou en totalité issu de l’article de Wikipédia en anglais intitulé « DeWitt Clinton » (voir la liste des auteurs).
- Ressources relatives à la vie publique :   - Biographical Directory of the United States Congress
  - National Governors Association
- Notices d'autorité :   - VIAF
  - ISNI
  - BnF (données)
  - IdRef
  - LCCN
  - GND
  - Pays-Bas
  - Israël
  - NUKAT
  - Australie